# Muchawiec (przystanek kolejowy)
Muchawiec (biał. Мухавец, ros. Мухавец) – przystanek kolejowy w miejscowości Muchawiec (hist. Futory Romanowskie), w rejonie brzeskim, w obwodzie brzeskim, na Białorusi. Leży na linii Kijów – Chocisław – Brześć.